# U sitne sate (1985.)
U sitne sate (eng. After Hours) je crna komedija  Martina Scorsesea iz 1985. Opisuje njujorškog programera Paula Hacketta (Griffin Dunne) koji proživljava niz avantura i pogibelji pokušavajući se vratiti kući iz Sohoa. Bio je to prvi Scorseseov film nakon deset godina u kojem nije nastupio Robert De Niro.

## Radnja
Paul Hackett (Griffin Dunne) je usamljeni računalni programer konzultant koji želi nešto više u životu od odlaska na posao i povratka kući nakon dosadnog dana. Jednog dana počinje obučavati novog polaznika, zvanog Lloyd (Bronson Pinchot). Paul napušta zgradu na kraju radnog dana i odlazi u svoj stan na Upper East Side u 91. ulici gdje ubija večer gledajući televiziju i čitajući knjige Henryja Millera.
Otišavši u potragu za putenim užicima, Paul upoznaje zgodnu, ali hirovitu Marcy (Rosanna Arquette) u kafiću blizu njezine zgrade i počne razgovarati s njom. Paul pri njezinu odlasku upita Marcy za broj telefona, a ona mu odvrati da je može nazvati kad god hoće. Natrag u svojem stanu, Paul počinje skupljati snagu da je nazove. Ona ga poziva da dođe u Soho gdje stanuje s Kiki, prijateljicom umjetnicom. 23:32 je.
Paul uskače u taksi ispred svojeg stana i tada počinje niz čudnih događaja. Krupni vozač taksija počne juriti po ulicama New Yorka. Tijekom divlje vožnje, Paul izgubi novčanicu od 20 dolara, sav novac koji ima uza se pa je prisiljen prevariti vozača. Pronalazi potkrovlje i upoznaje Kiki (Linda Fiorentino), koja nosi samo crni prsluk i kožnu mini-suknju, radeći na gipsanoj skulpturi koja podsjeća na Krik Edvarda Muncha.
Marcy konačno dolazi i oni odlaze u obližnji restoran gdje Marcy kaže Paulu da ima ekscentričnog muža koji živi u Turskoj i koji posjeduje njezin stan, a kojega nije vidjela mjesecima. Spominje i kako joj je muž opsjednut Čarobnjakom iz Oza. Kad se ponudio da plati račun, čudni konobar (Dick Miller) kaže Paulu kako kuća časti. "Druga pravila vrijede kad se dođe kasno, znate što mislim? Ono... u sitne sate", kaže konobar.
U 1:40 ujutro, Marcy i Paul se vraćaju u potkrovlje, gdje ona uvodi Paula u svoju spavaću sobu. Ali tada Marcy počne pričati o događajima iz njezina tragičnog života, govoreći isprekidano s nervoznim smijehom. Marcy se pokazuje kao hiperaktivna masa kontradikcija, a Paul shvaća kako bi vladanje njezinim emocijama bilo preteško. Zato počinje izigravati kretena i odlazi.
Na ulici počne kišiti, a on pokisne na putu do najbliže stanice podzemne željeznice. Skuplja 97 centi, sav novac koji je pronašao kod sebe. Ali službenik mu kaže da je karta upravo te ponoći poskupila na 1,50 dolara, a sada je oko 2:15. Paul počne moliti službenika da mu da jednu kovanicu, ali ovaj odbija rekavši, "Ne mogu to učiniti. Izgubio bih posao." Paul pogleda po stanici, a vidjevši da nema nikoga, sarkastično dobacuje, "Vidi, tko bi rekao... točno?" Službenik odgovara, "Mogao bih otići na zabavu, napiti se, pričati s nekime... tko zna?" Nakon što je pokušao uskočiti u vlak bez karte, pojavljuje se krupni policajac i otjera ga.
Otrči po kiši u obližnji bar, koji je gotovo prazan, i upita konobaricu Julie (Teri Garr) može li samo sjesti tamo bez da kupi išta. Ona pristaje i dobacuje mu ceduljicu na kojoj piše: "Upomoć! Mrzim ovaj posao!" Osjećajući kako su opet počeli čudni događaji, Paul upita dobroćudnog barmena Toma (John Heard) može li mu posuditi novca za podzemnu kako bi mogao kući. Tomu je drago da može pomoći. Ali prvo, Tom upita Paula hoće li otići u njegov stan i provjeriti da li je uključen alarm jer su imali nekoliko provala u susjedstvu u nekoliko zadnjih dana. Kao znak pojerenja, Paul mu ostavlja ključeve svog stana i pođe u Tomov stan kako bi zaradio 1,50 dolar. Paul ulazi u Tomov stan, provjerava alarm i odlazi. Ali na izlasku iz zgrade ga ugledaju susjedi koji ga optuže da je provalnik. Paul im uspijeva pobjeći.
Na ulici, Paul opazi dva Hispanoamerikanca (Cheech Marin i Tommy Chong) kako pokušavaju strpati Kikinu skulpturu u kombi. Paul ih počne progoniti, a oni ispuštaju skulpturu i odlaze. Paul odnosi skulpturu u Kikin stan i pronađe je zavezanu za stup. Odveže Kiki misleći da su je opljačkali, ali mu ona kaže da su muškarci Pepe i Neil, njezini prijatelji koji su upravo kupili statuu te da je zavezana zato što je to seksualna igrica nje i njezina dečka Horsta (Will Patton). Kiki i Horst kažu Paulu da bi se trebao ispričati Marcy koja je plakala u svojoj spavaćoj sobi otkad je on otišao. Paul odlazi u sobu kako bi se ispričao, ali ugleda kako je Marcy počinila samoubojstvo predoziravši se tabletama za spavanje. Potrči da kaže Kiki, ali ona i Horst su nestali, ostavivši poruku da su otišli u noćni klub.
Paul ugleda novčanicu od 20 dolara koju je vidio već prije, neobjašnjivo zalijepljenu za skulpturu, koju ovaj put uzima. Nazove policiju kako bi dojavio o tijelu i odlazi natrag u bar kako bi uzeo ključeve stana od Toma, ali ugleda kako je lokal zaključan. Prilazi mu konobarica Julie i poziva ga u svoj stan preko ceste kako bi pričekao da se pojavi Tom.
Njen stan izgleda kao svetište posvećeno glazbi sredine šezdesetih s glazbom Monkeesa koja svira u pozadini. Paul ubrzo shvaća kako je Julie još čudnija od Marcy, jer joj je cijela polica popunjena sprejem za kosu Final Net i tucetom mišolovka oko kreveta. Ona ga upita može li ga naslikati, a on pristaje.
Nakon što Paul ugleda kako Tom dolazi kako bi otvorio lokal, izjuri iz Juliena stana i odlazi u lokal. Tom mu kaže kako je otišao provjeriti svoj stan jer se činilo da je Paul predugo odsutan. Paul se ispriča i daje Tomu natrag ključeve od stana, a ovaj njemu njegove. Baš kad je Tom mislio dati 1,50 dolar, zazvoni telefon, a netko s druge linije kaže Tomu da mu je djevojka počinila samoubojstvo. Na njegov užas, Paul saznaje da je Marcy bila Tomova djevojka. Užasnut mišlju da bi se i Julie mogla ubiti, Paul odlazi iz lokala i pojuri u Julien stan. Ona je dobro, naravno, a Paul se, očajnički želeći napustiti Soho, ispriča i ponovno ode.
No, u međuvremenu su Tomovi susjedi postali uvjereni da je Paul odgovoran za niz provala u Sohou pa organiziraju grupu za linč kako bi ga uhvatili. Ali pravi lopovi su naravno Pepe i Neil, koji su zauzeti provalom u drugi stan samo nekoliko ulica dalje, pred svačijim nosom.
Paul odjuri u Club Berlin, noćni klub gdje su otišli Kiki i Horst, kako bi im rekao za Marcynu smrt. Ali Paul ubrzo shvaća da se u klubu okupljaju propalice s irokez frizurom, pa odlazi obrijati glavu. Paul ugleda Kiki i Horsta za stolom i pozove ih, ali oni ga ne vide ili ne čuju zbog glasne glazbe i rulje. Izađe iz kluba jedva se prepoznavši s vlasi-dvije obrijane kose.
Na ulici slučajno susreće istog vozača taksija kojem je ostao dužan. Paul daje vozaču novčanicu od 20 dolara koju je uzeo iz Kikina potkrovlja, ali vozač samo zgrabi novčanicu i ode u znak osvete za prethodnu prijevaru. Paul u to nailazi na još jednu čudnu ženu koja izlazi iz taksija, zvana Gail (Catherine O'Hara). U Gaileinu stanu, Paul je upita može li se poslužiti njezinim telefonom kako bi nazvao prijatelja iz kvarta i zamolio ga za prijevoz. Nakon što je dobio broj na informacijama, Gail raspoloženo počne okretati brojeve, a Paul se zbuni i zaboravi broj koji je upravo dobio. Čudna i histerična Gail tada provali kako je vidjela sladoledara u blizini te da će ga on rado povesti. No, nakon što su došli do uličice u kojoj je parkiran kamion, Gail ugleda Paula na posteru na kojem stoji da ga traže (ista slika koju je naslikala Julie) na zidu i iskoristi zviždaljku kako bi dozvala podivljalu rulju koja postaje sve veća. Paul je prisiljen bježati po cijenu života. Pobjegne od rulje utrčavši u uličicu i sakrije se na vrhu požarnih stuba. Zatim ugleda ubojstvo u stanu preko puta, gdje žena upuca nasilnog muža. "Vjerojatno će me i za to optužiti", kaže Paul mrmljajući sebi u bradu.
Na ulici nailazi na sramežljivog homoseksualca, Alexa (Robert Plunket), i dopušta sam sebi da 'bude pokupljen' kako bi ušao u muškarčev stan. Paul upita može li nazvati policiju i pokuša uvjeriti narednika u policijskoj postaji kako želi prijaviti nasilnu skupinu koja mu ugrožava život. Nevjerojatno, policajac mu spusti slušalicu misleći da je riječ o šali. Iscrpljen, Paul počne Alexu govoriti isprekidanim monologom o događajima te noći. Nakon 30 ili više minuta, Paul završava priču: "Samo sam htio otići iz stana, možda upoznati zgodnu djevojku... a sada moram umrijeti zbog toga?!" "Zašto jednostavno ne odeš kući?", upita Alex. "Zar ne misliš da sam to već bio pomislio?", uzvikne Paul. Zatim na ulici ugleda Julie kako na rasvjetni stup stavlja poster. Otrči na ulicu i zvone ju, ali ona ga samo prezirno pogleda i ode na biciklu. Paul ugleda desetke postera na kojima piše kako je tražen na svakom uglu i počne ih trgati shvativši kako mu je Julie smjestila kako bi mu se osvetila što ju je ostavio.
U 4:10, Paul ponovno odlazi u restoran gdje susreće Toma i upita može li mu pomoći i sakriti ga. Tom pristaje i ode van kako bi provjerio je li zrak čist. Ali Paul ga ugleda kako trči ravno prema Gail i rulji i govori im kako je on unutra. Paul ipak uspijeva pobjeći iz restorana. Zadnje utočište pronalazi u Clubu Berlin nadajući se da su Kiki i Horst ondje kako bi ih zamolio za pomoć, ali uviđa da je mjesto napušteno zbog zatvaranja jer je gotovo pet sati ujutro. Jedina osoba ondje je srednjovječna žena, June (Verna Bloom). June mu se smiluje jer je osjetila kako je u nevolji. Nakon što je čuo buku Gailina sladoledarskog kamiona vani i glasove rulje koja sada okuplja stotine razjarenih ljudi, Paul upita June da ga skrije. June živi u podrumu ispod kluba i odvodi Paula.
Nakon što Gail i ostatak rulje provaljuje u Club Berlin tražeći Paula, June, koja je također kiparica, skriva Paula zalijepivši ga cijela u gips tako da izgleda kao živa skupltura. Ne mogavši pronaći Paula, Gail i njezina grupa odlaze. Paul počne moliti June da ga ne lijepi i dalje gipsom, ali on nastavlja dok ga nije prekrila od glave do pete. Nakon što je otišla provjeriti je li zrak čist, dvojica pljačkaša, Pepe i Neil, upadaju u Junein stan kroz otvor u pločniku kako bi ga opljačkali. Vidjevši skulpturu s Paulom zarobljenim u njoj, pomisle da je to ona ista koju su izgubili ranije i ukradu ga. Ubacuju Paula u kombi prepun ukradenih stvari iz stanova u Sohou uključujući Juneine (Paul pomisli da će ga okriviti i za pljačku njezina stana).
Kako se javlja zora, Paul bespomoćno sjedi u zadnjem dijelu kombija koji prolazi Manhattanom. Na uglu, kombi udara u rupu, stražnja vrata se otvaraju, a Paul iskače na ulicu razbivši oklop. Pogleda oko sebe i ugleda da stoji točno... ispred svojeg ureda! Ošamućeni Paul se otrese i ulazi u zgradu koja se taman otvorila za novi radni dan. Odlazi na kat na kojem radi, sjeda za stol i počne raditi na svojem kompjuteru dok stiže ostatak zaposlenika. To je početak još jednog dosadnog dana za njega.

## Zarada i kritike
Film je u Americi zaradio 10,600,000 dolara. Iako ga većina nije dobro prihvatila, kritičari su ga dobro ocijenili te se smatra "podcijenjenim" Scorseseovim filmom.

## Glumci
- Griffin Dunne - Paul Hackett
- Rosanna Arquette - Marcy Franklin
- Verna Bloom - June
- Tommy Chong - Pepe (kao Thomas Chong)
- Linda Fiorentino - Kiki Bridges
- Teri Garr - Julie
- John Heard - Thomas 'Tom' Schorr
- Cheech Marin - Neil
- Catherine O'Hara - Gail
- Dick Miller - Konobar u restoranu (Pete)
- Will Patton - Horst
- Bronson Pinchot - Lloyd
- Martin Scorsese - Operater rasvjete u Clubu Berlin (nepotpisan)

## Soundtrack
1. "Air On The G String (Air From Suite No. 3)" - Johann Sebastian Bach
2. "En la Cueva" - Cuadro Flamenco
3. "Sevillanas" - Manitas de Plata
4. "Someone to Watch over Me" - Robert and Johnnie
5. "You're Mine" Written - Robert and Johnnie
6. "We Belong Together" - Robert and Johnnie
7. "Angel Baby" Written - Rosie and the Originals
8. "Last Train to Clarksville" - The Monkees
9. "Chelsea Morning" - Joni Mitchell
10. "I Don't Know Where I Stand" - Joni Mitchell
11. "Over the Mountain and Across the Sea" - Johnnie and Joe
12. "One Summer Night" - The Danleers
13. "Pay to Cum" - Bad Brains
14. "Is That All There Is" - Peggy Lee

## Vanjske poveznice
- U sitne sate u internetskoj bazi filmova IMDb-a
- U sitne sate na Rotten Tomatoes
- U sitne sate na Box Office Mojo